# Lijst van afleveringen van Ray Donovan
Dit is een lijst van afleveringen Ray Donovan. De Amerikaanse televisieserie telt 6 seizoenen. Een overzicht van alle afleveringen is hieronder te vinden.

## Overzicht
| Seizoen | Seizoen | Afleveringen | Uitgezonden       | Uitgezonden        |
| Seizoen | Seizoen | Afleveringen | Eerste aflevering | Laatste aflevering |
| ------- | ------- | ------------ | ----------------- | ------------------ |
|         | 1       | 12           | 30 juni 2013      | 22 september 2013  |
|         | 2       | 12           | 13 juli 2014      | 28 september 2014  |
|         | 3       | 12           | 12 juli 2015      | 27 september 2015  |
|         | 4       | 12           | 26 juni 2016      | 28 september 2016  |
|         | 5       | 12           | 6 augustus 2017   | 29 oktober 2017    |
|         | 6       | 12           | 28 oktober 2018   | 13 januari 2019    |

### Seizoen 1
| Nr. | Afl. | Titel              | Regisseur           | Schrijver       | Uitzenddatum      |
| --- | ---- | ------------------ | ------------------- | --------------- | ----------------- |
| 1   | 1    | The Bag or the Bat | Allen Coulter       | Ann Biderman    | 30 juni 2013      |
| 2   | 2    | A Mouth Is a Mouth | Allen Coulter       | Ann Biderman    | 7 juli 2013       |
| 3   | 3    | Twerk              | Greg Yaitanes       | Ron Nyswaner    | 14 juli 2013      |
| 4   | 4    | Black Cadillac     | John Dahl           | David Hollander | 21 juli 2013      |
| 5   | 5    | The Golem          | Dan Attias          | Sean Conway     | 28 juli 2013      |
| 6   | 6    | Housewarming       | Michael Uppendahl   | Brett Johnson   | 4 augustus 2013   |
| 7   | 7    | New Birthday       | Lesli Linka Glatter | David Hollander | 11 augustus 2013  |
| 8   | 8    | Bridget            | Guy Ferland         | Ann Biderman    | 18 augustus 2013  |
| 9   | 9    | Road Trip          | Jeremy Podeswa      | Brett Johnson   | 25 augustus 2013  |
| 10  | 10   | Fite Nite          | Tucker Gates        | Sean Conway     | 8 september 2013  |
| 11  | 11   | Bucky Fuckin' Dent | Dan Minahan         | Ron Nyswaner    | 15 september 2013 |
| 12  | 12   | Same Exactly       | Michael Apted       | Ann Biderman    | 22 september 2013 |

### Seizoen 2
| Nr. | Afl. | Titel          | Regisseur         | Schrijver                          | Uitzenddatum      |
| --- | ---- | -------------- | ----------------- | ---------------------------------- | ----------------- |
| 13  | 1    | Yo Soy Capitán | Tucker Gates      | Ann Biderman                       | 13 juli 2014      |
| 14  | 2    | Uber Ray       | Michael Uppendahl | Ann Biderman, David Hollander      | 20 juli 2014      |
| 15  | 3    | Gem and Loan   | Phil Abraham      | Michael Tolkin                     | 27 juli 2014      |
| 16  | 4    | S U C K        | Tucker Gates      | David Hollander                    | 3 augustus 2014   |
| 17  | 5    | Irish Spring   | Dan Attias        | Ron Nyswaner                       | 10 augustus 2014  |
| 18  | 6    | Viagra         | John Dahl         | Brett Johnson                      | 17 augustus 2014  |
| 19  | 7    | Walk This Way  | Liev Schreiber    | Ann Biderman                       | 24 augustus 2014  |
| 20  | 8    | Sunny          | John Dahl         | David Hollander, Cheo Hodari Coker | 31 augustus 2014  |
| 21  | 9    | Snowflake      | Guy Ferland       | Michael Tolkin, Brett Johnson      | 7 september 2014  |
| 22  | 10   | Volcheck       | Michael Uppendahl | David Hollander                    | 14 september 2014 |
| 23  | 11   | Rodef          | Michael Uppendahl | Ron Nyswaner, Brett Johnson        | 21 september 2014 |
| 24  | 12   | The Captain    | Michael Uppendahl | Ann Biderman                       | 28 september 2014 |

### Seizoen 3
| Nr. | Afl. | Titel                      | Regisseur           | Schrijver                        | Uitzenddatum      |
| --- | ---- | -------------------------- | ------------------- | -------------------------------- | ----------------- |
| 25  | 1    | The Kalamazoo              | Colin Bucksey       | David Hollander                  | 12 juli 2015      |
| 26  | 2    | Ding                       | Ed Bianchi          | William Wheeler                  | 19 juli 2015      |
| 27  | 3    | Come and Knock on Our Door | Dan Attias          | David Hollander                  | 26 juli 2015      |
| 28  | 4    | Breakfast of Champions     | Lesli Linka Glatter | Brett Johnson                    | 2 augustus 2015   |
| 29  | 5    | Handshake Deal             | Colin Bucksey       | Gina Welch                       | 9 augustus 2015   |
| 30  | 6    | Swing Vote                 | John Dahl           | Michael Tolkin                   | 16 augustus 2015  |
| 31  | 7    | All Must Be Loved          | Tucker Gates        | David Hollander                  | 23 augustus 2015  |
| 32  | 8    | Tulip                      | Michael Uppendahl   | David Hollander, William Wheeler | 30 augustus 2015  |
| 33  | 9    | The Octopus                | Colin Bucksey       | Brett Johnson                    | 6 september 2015  |
| 34  | 10   | One Night in Yerevan       | Dan Attias          | Gina Welch, David Hollander      | 13 september 2015 |
| 35  | 11   | Poker                      | Colin Bucksey       | Michael Tolkin, Brett Johnson    | 20 september 2015 |
| 36  | 12   | Exsuscito                  | David Hollander     | David Hollander, William Wheeler | 27 september 2015 |

### Seizoen 4
| Nr. | Afl. | Titel                                   | Regisseur                | Schrijver                     | Uitzenddatum      |
| --- | ---- | --------------------------------------- | ------------------------ | ----------------------------- | ----------------- |
| 37  | 1    | Girl with Guitar                        | Liev Schreiber           | David Hollander               | 26 juni 2016      |
| 38  | 2    | Marisol                                 | John Dahl                | Mike Binder, Rob Fresco       | 3 juli 2016       |
| 39  | 3    | Little Bill Primm's Big Green Horseshoe | Michael Apted            | David Hollander, Miki Johnson | 10 juli 2016      |
| 40  | 4    | Federal Boobie Inspector                | Phil Abraham             | Sean Conway                   | 17 juli 2016      |
| 41  | 5    | Get Even Before Leavin                  | Robert McLachlan         | Chad Feehan                   | 24 juli 2016      |
| 42  | 6    | Fish and Bird                           | Daisy von Scherler Mayer | David Hollander               | 31 juli 2016      |
| 43  | 7    | Norman Saves the World                  | Tricia Brock             | Mike Binder, David Sonnenborn | 7 augustus 2016   |
| 44  | 8    | The Texan                               | Tucker Gates             | David Hollander, Sean Conway  | 14 augustus 2016  |
| 45  | 9    | Goodbye Beautiful                       | James Whitmore Jr.       | Chad Feehan, Miki Johnson     | 21 augustus 2016  |
| 46  | 10   | Lake Hollywood                          | Stephen Williams         | David Hollander, Mike Binder  | 28 augustus 2016  |
| 47  | 11   | Chinese Algebra                         | John Dahl                | Sean Conway, Chad Feehan      | 11 september 2016 |
| 48  | 12   | Rattus Rattus                           | David Hollander          | David Hollander               | 18 september 2016 |

### Seizoen 5
| Nr. | Afl. | Titel                                | Regisseur                | Schrijver                        | Uitzenddatum      |
| --- | ---- | ------------------------------------ | ------------------------ | -------------------------------- | ----------------- |
| 49  | 1    | Abby                                 | David Hollander          | David Hollander                  | 6 augustus 2017   |
| 50  | 2    | Las Vegas                            | John Dahl                | David Hollander, Miki Johnson    | 13 augustus 2017  |
| 51  | 3    | Dogwalker                            | John Dahl                | Sean Conway                      | 20 augustus 2017  |
| 52  | 4    | Sold                                 | Tucker Gates             | Chad Feehan                      | 27 augustus 2017  |
| 53  | 5    | Shabbos Goy                          | Daisy von Scherler Mayer | David Hollander, William Wheeler | 10 september 2017 |
| 54  | 6    | Shelley Duvall                       | Michael Uppendahl        | Miki Johnson, David Sonnenborn   | 17 september 2017 |
| 55  | 7    | If I Should Fall from Grace with God | Michael Uppendahl        | David Hollander, Chad Feehan     | 24 september 2017 |
| 56  | 8    | Horses                               | Zetna Fuentes            | William Wheeler                  | 1 oktober 2017    |
| 57  | 9    | Mister Lucky                         | Guy Ferland              | Sean Conway                      | 8 oktober 2017    |
| 58  | 10   | Bob the Builder                      | Stephen Williams         | Chad Feehan                      | 15 oktober 2017   |
| 59  | 11   | Michael                              | Carl Franklin            | Miki Johnson                     | 22 oktober 2017   |
| 60  | 12   | Time Takes a Cigarette               | David Hollander          | David Hollander                  | 29 oktober 2017   |

### Seizoen 6
| Nr. | Afl. | Titel                    | Regisseur         | Schrijver                            | Uitzenddatum     |
| --- | ---- | ------------------------ | ----------------- | ------------------------------------ | ---------------- |
| 61  | 1    | Staten Island, Part One  | Allen Coulter     | David Hollander                      | 28 oktober 2018  |
| 62  | 2    | Staten Island, Part Two  | Allen Coulter     | David Hollander, Miki Johnson        | 4 november 2018  |
| 63  | 3    | He Be Tight. He Be Mean. | Tucker Gates      | Chad Feehan                          | 11 november 2018 |
| 64  | 4    | Pudge                    | Tucker Gates      | Sean Conway                          | 18 november 2018 |
| 65  | 5    | Ellis Island             | Robert McLachlan  | David Hollander                      | 25 november 2018 |
| 66  | 6    | A Girl Named Maria       | Michael Uppendahl | Miki Johnson                         | 2 december 2018  |
| 67  | 7    | The 1-3-2                | Zetna Fuentes     | Chad Feehan                          | 9 december 2018  |
| 68  | 8    | Who Once Was Dead        | Tarik Saleh       | Sean Conway                          | 16 december 2018 |
| 69  | 9    | Dream On                 | Denise Di Novi    | David Hollander, Karl Taro Greenfeld | 23 december 2018 |
| 70  | 10   | Baby                     | John Dahl         | Miki Johnson                         | 30 december 2018 |
| 71  | 11   | Never Gonna Give You Up  | Joshua Marston    | Sean Conway, Chad Feehan             | 6 januari 2019   |
| 72  | 12   | The Dead                 | David Hollander   | David Hollander                      | 13 januari 2019  |